# 乔治·兰贝蒂
乔治·兰贝蒂（義大利語：Giorgio Lamberti，1969年1月28日—），意大利男子游泳运动员。他曾代表意大利参加世界游泳锦标赛，获得一枚金牌和二枚铜牌。他也曾参加1988年和1992年夏季奥运会。